# Puertas de Hierro

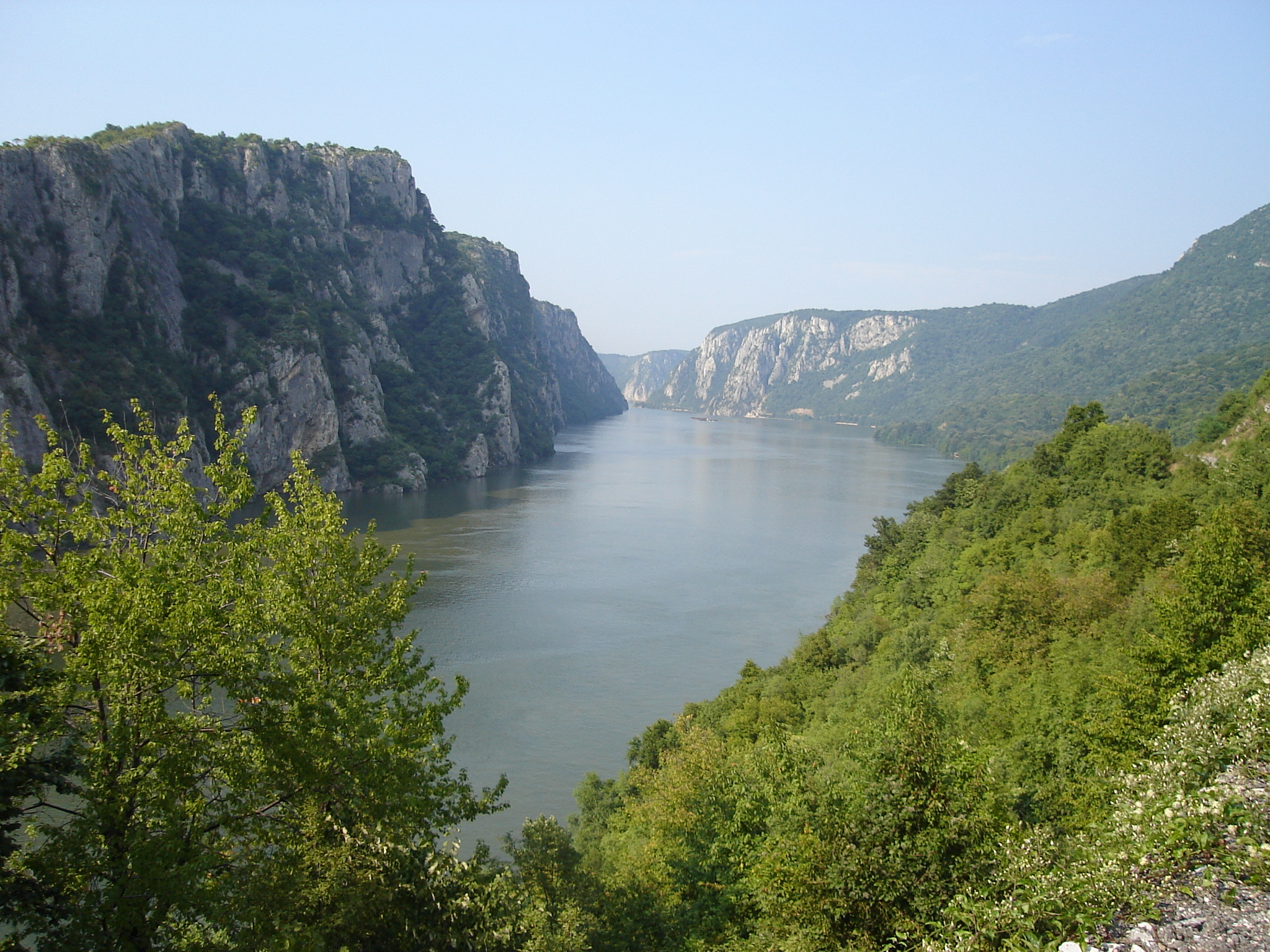
Las Puertas de Hierro del Danubio

Las Puertas de Hierro (en serbio, Ђердапска клисура/Đerdapska klisura; en rumano, Porţile de Fier; en húngaro, Vaskapu; en turco, Demirkapı; en alemán, Eisernes Tor; en búlgaro, Железни врата, Zhelezni vrata; en eslovaco, Železné vráta) es una garganta, desfiladero o cañón natural en el río Danubio. Constituyen parte de la frontera entre Serbia y Rumania. En sentido amplio, abarca una ruta de 134 km; en sentido estricto, sólo se refiere a la última barrera de esta ruta, justo después de la ciudad rumana de Orşova, que contiene desde la segunda mitad del siglo XX un embalse de energía hidroeléctrica, con dos centrales, Central hidroeléctrica Puerta de Hierro I y Central hidroeléctrica Puerta de Hierro II. La garganta queda entre Rumanía en el norte y Serbia en el sur. En este punto, las Puertas de Hierro separan el sur de los Cárpatos del norte de los montes Balcanes.

Los nombres rumano, húngaro, eslovaco, turco, alemán y búlgaro significan literalmente «Puertas de Hierro» y solían nombrar la totalidad de las gargantas. Un nombre rumano alternativo para la última parte de la ruta es Clisura Dunării, «garganta del Danubio». En Serbia, la garganta se conoce como Đerdap (Ђердап), con la última parte llamada Đerdapska klisura (Ђердапска клисура). El lado rumano de la garganta constituye el parque natural de las Puertas de Hierro; en la otra orilla, en Serbia, está el parque nacional de Đerdap.
La Puertas de Hierro poseen una longitud de 135 km; comienzan en Baziaş y terminan en Turnu-Severin. La anchura del río Danubio puede variar en esta zona desde 2 km a 150 m, según el lugar.

## Gargantas

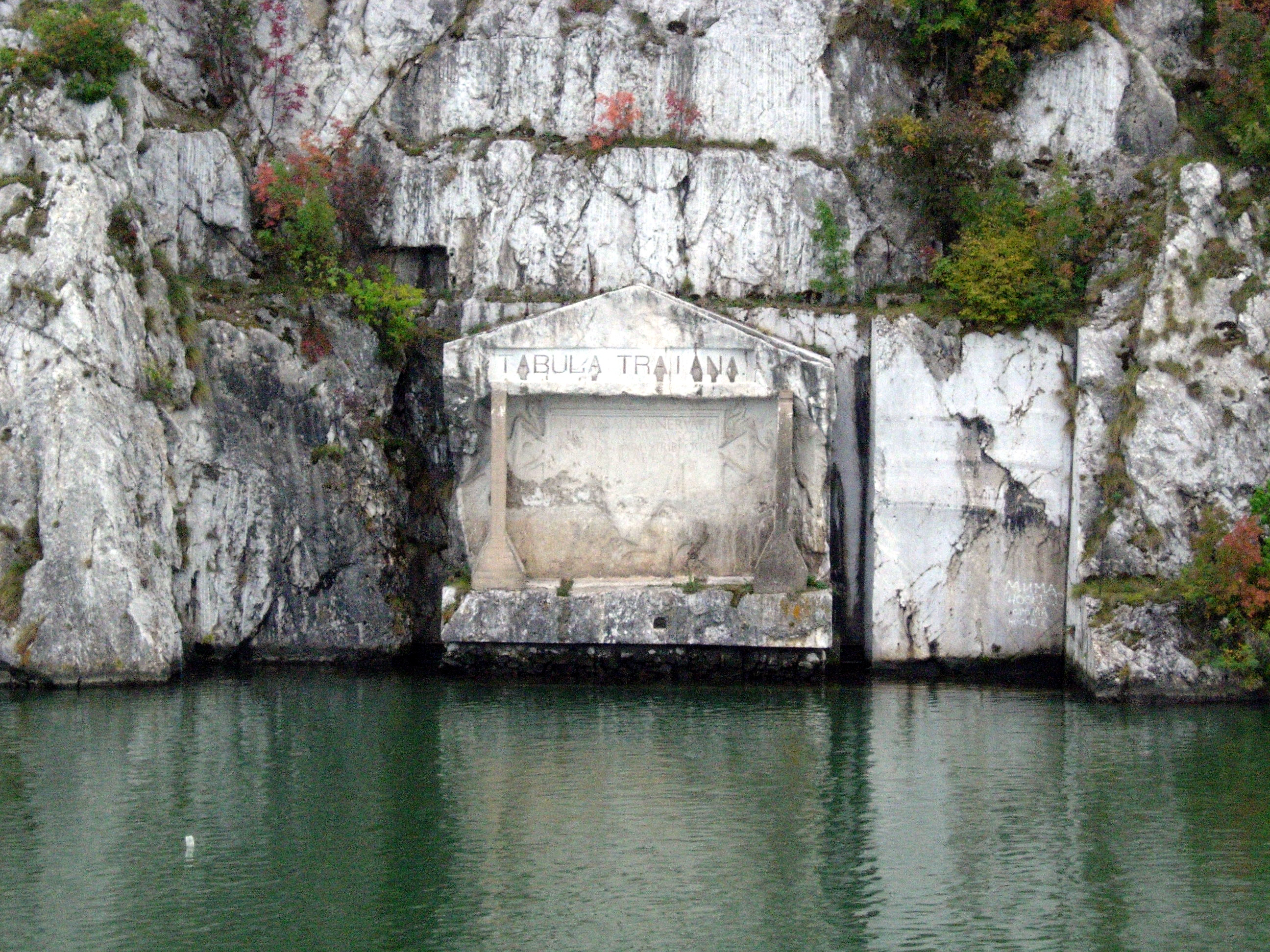
La placa romana "Tabula Traiana".

El desfiladero se puede dividir en tres partes:
- Las puertas superiores (Gornja Klissura). El primer estrechamiento del Danubio queda más allá de la isla rumana de Moldova Veche y es conocida como la garganta Golubac. Tiene 14,5 km de largo y 230 m de ancho en su punto más estrecho.
- A través del valle de Ljupovska queda la segunda garganta, Gospodin Vir, que tiene 15 km de largo y se estrecha hasta los 220 m. Los acantilados llegan a 500 m y son la zona más difícil de alcanzar aquí desde tierra.
- Las puertas inferiores (Doljna Klissura) o desfiladero de Kazan. La más ancha Donji Milanovac forma la conexión con la Gran y Pequeña garganta de Kazan, que tienen una longitud total de 19 km.
- El valle de Orşova es la última sección ancha antes de que el río alcance las llanuras de Valaquia en la última garganta, la garganta de Sip.

El Gran Kazan (kazan significa «hervidor» o «hervidero») es la más famosa y la más estrecha garganta de la ruta: el río aquí se estrecha a 150 m y alcanza una profundidad de hasta 53 m. Recibe el nombre de hervidero porque allí las aguas del Danubio hacen, debido a los rápidos (fuerte corriente y pequeños saltos), mucha espuma como si hirvieran.

## Lugares de interés

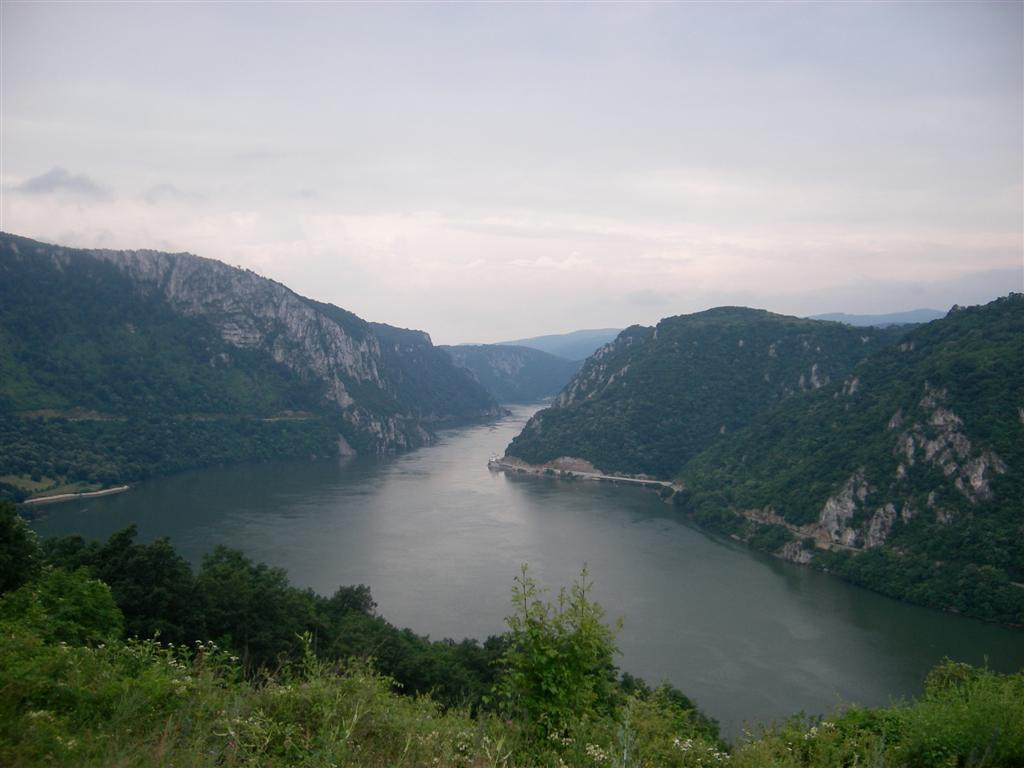
Garganta de Kazan en su punto más estrecho.

A lo largo de las Puertas de Hierro se pueden encontrar importantes lugares históricos y arqueológicos:
- La fortaleza medieval de Golubac; se encuentra en la cabecera de la garganta Golubac, en la orilla serbia.
- El puente de Trajano. Al este del Gran Kazan el emperador romano Trajano hizo que se construyera un puente por Apolodoro de Damasco]]. La construcción del puente llevó desde el año 103 hasta 105, precediendo a la conquista de Dacia por [[Trajano. En la orilla derecha hay una placa que lo conmemora.
- La Tabula Traiana
- Lepenski Vir es un yacimiento arqueológico que se encuentra en la garganta, geológicamente menos espectacular, de Gospodin Vir; se desenterró en los años sesenta, y es el yacimiento más significativo de Europa suroriental. Son particularmente espléndidas las estatuas de arenisca desde el Neolítico temprano. Junto con otros yacimiento de las Puertas de Hierro, indica que la región ha estado habitada desde hace mucho tiempo.
- En la orilla rumana, en el Pequeño Kazan, se talló en roca al oponente dacio de Trajano Decébalo lo que se hizo desde 1994 hasta 2004.

## Canal
Las rocas del lecho del río y los rápidos asociados hacen del valle de la garganta un pasaje de triste fama en la navegación. En alemán, el paso todavía se conoce como el Kataraktenstrecke, incluso aunque ya no hay cataratas. Cerca de las actuales Puertas de Hierro la roca Prigrada era el obstáculo más importante hasta 1896: el río ensanchó considerablemente aquí y el nivel del agua era consecuentamente bajo. Corriente arriba, la roca Greben cerca de la garganta Kazan era bien conocida.
En 1831 se diseñó ya un plan para hacer que el paso fuera navegable, por iniciativa del político húngaro István Széchenyi. Finalmente Gábor Baross, el «ministro de hierro» de Hungría, completó la financiación de este proyecto.
En 1890, más allá de Orşova (Orsova en húngaro, Ursa en rumano), la última ciudad fronteriza de Hungría, las rocas fueron suprimidas por una explosión en 2 km, con la que se obtuvo una anchura de 80 metros y un canal de 3 m de hondo. Un espolón de los montes Greben se quitó en una longitud de 2 km. Aquí bastó una profundidad de 2 m. El 17 de septiembre de 1896, se creó así el canal Sip (que recibió este nombre por el pueblo serbio en la orilla derecha), que fue inaugurado por el emperador austro-húngaro Francisco José I, el rey rumano Carol I y el rey serbio Alejandro Obrenovich.
Los resultados de estos esfuerzos fueron un poco decepcionantes. Las corrientes en el canal eran tan fuertes que, hasta 1973, los barcos tenían que ser remolcados corriente arriba por locomotoras. Las Puertas de Hierro siguieron así siendo un obstáculo notable.